# Vincetoxicum callialatum
Vincetoxicum callialatum är en oleanderväxtart som först beskrevs av Buchanan-Hamilton och Robert Wight, och fick sitt nu gällande namn av Carl Ernst Otto Kuntze. Vincetoxicum callialatum ingår i släktet tulkörter, och familjen oleanderväxter. Inga underarter finns listade i Catalogue of Life.